# Ludwig Senfl
Ludwig Senfl, né en 1486, mort entre le 2 décembre 1542 et le 10 août 1543, est un compositeur suisse de la Renaissance, actif en Saint-Empire. Il fut l'élève le plus célèbre de Heinrich Isaac et eut une influence considérable sur l'essor de la musique polyphonique en Saint-Empire.

## Biographie
Senfl est probablement né à Bâle aux environs de 1486. Après avoir vécu à Zurich de 1488 à 1496, il rejoint le chœur de la chapelle royale (Hofkapelle) de l'empereur Maximilien Ier du Saint-Empire à Augsbourg. En dehors d'une brève visite en 1504, il ne semble pas être retourné vivre en Suisse.
En 1497, il suit la chapelle à Vienne où, entre les années 1500 et 1504, il étudie probablement pendant trois ans, pratique courante pour les choristes ayant mué, dans le cadre de la formation classique du clergé. Pendant cette période, il étudie avec Heinrich Isaac, à qui il sert de copiste à partir de 1509. Il est connu pour avoir copié l'essentiel des Choralis constantinus, un travail monumental qu'il n'a fini qu'après la mort d'Isaac.
Après un voyage en Italie entre 1508 et 1510, Senfl retourne à la Hofkapelle. À la mort d'Isaac en 1517, l'empereur propose à Senfl de le remplacer en tant que compositeur de la cour. En 1518, Senfl perd un orteil dans un accident de chasse. Cette blessure semble l'avoir empêché de composer pendant une année.
Quand l'empereur meurt en 1519, Senfl se retrouve au chômage, et dans une assez mauvaise posture : Charles Quint renvoie la plupart des musiciens de Maximilien, et refuse même de payer à Senfl le salaire annuel qui lui avait été promis en cas de décès de l'empereur. 
Pendant les quelques années suivantes, il voyage longuement à la recherche d'un poste, tout en restant actif en tant que compositeur.
Il participe à la diète de Worms en 1521, et, bien qu'il ne soit jamais devenu officiellement protestant, il partage les idées de Martin Luther, ce qui lui vaut d'être examiné par l'Inquisition.
À partir de 1530, il entretient une correspondance abondante avec le duc Albrecht de Prusse ainsi qu'avec Martin Luther. Il obtient enfin un poste à Munich, une ville qui avait besoin de nouvelle musique, et qui était relativement tolérante envers les protestants. Il y demeure jusqu'à la fin de ses jours. En 1540, il tombe malade, à en juger par sa correspondance avec le duc Albrecht, et il est probablement mort au début de l'année 1543.

## Musique et influence
Senfl était un compositeur éclectique, autant à l'aise dans la musique sacrée que profane. Il a bâti son style sur les modèles fournis par les compositeurs franco-flamands de la génération précédente, dont Josquin Desprez. C'était un mélodiste talentueux, et ses lignes mélodiques sont chaudement lyriques[Quoi ?]. Sa musique est restée populaire et influente en Allemagne durant le XVIIe siècle.
Sa musique sacrée inclut des messes, des motets, des vêpres et un Magnificat.
Il compose à l'aide d'outils archaïques, telle la technique du cantus firmus, qui était plus en vogue au XVe siècle ; il emploie même l'isorythmie. Il a néanmoins un goût typiquement germanique pour les passages mélodiques chantants en parallèle avec des intervalles imparfaits (tierces et sixtes).
Senfl a aussi écrit de nombreux lieder allemands, la plupart étant profanes (quelques textes sacrés furent écrits pour le duc Albrecht de Prusse). Ils sont de caractère très différent, depuis de simples cantus firmus jusqu'à des tours de forces contrapuntiques aussi élaborés que des canons et des « quotlibets ».